# 1838年大陪審團（愛爾蘭）法令
《1838年大陪審團（愛爾蘭）法令》（1 & 2 Vict. c. 37）是英國國會的一項法令，於1838年7月29日獲簽署成為法律。它確立提交予大陪審團的公訴書（bill of indictment）應註明證人的姓名，並授權大陪審團為證人監誓（administer oaths or affirmations）。如有虛假，即屬犯宣誓下作假證供（perjury）的罪行，可判以刑罰。